# Lista portów lotniczych na Malcie
Państwo-miasto Malta jest obsługiwana przez międzynarodowy port lotniczy Malta (ang. Malta International Airport), który w 2015 roku obsłużył ponad 4,6 mln pasażerów. 
Maltański port lotniczy ma bezpośrednie połączenia z kilkoma portami lotniczymi w Polsce: lotniskiem w Krakowie, Wrocławiu, Gdańsku i Poznaniu poprzez linie lotnicze Ryanair a także z lotniskiem w Katowicach, Warszawie i Gdańsku poprzez linię lotniczą Wizz Air. 
Ponadto znajduje się tutaj międzynarodowy heliport – Heliport Xewkija.
Lista portów lotniczych na Malcie:
| Dzielnica | ICAO | IATA | Nazwa               |
| Luqa      | LMML | MLA  | Port lotniczy Malta |
| Xewkija   | LMMG | GZM  | Heliport Xewkija    |